# Bornéo du Nord aux Jeux olympiques d'été de 1956
Le Bornéo du Nord apparaît pour l'unique fois dans des Jeux d'été lors des Jeux olympiques d'été de 1956 à Melbourne. Sa délégation, emmenée par le porte-drapeau Gabuh bin Piging, est composée de 2 athlètes : Gabuh bin Piging et Sium bin Diau. Engagés dans l'épreuve de triple saut, ils ne parviennent pas à se qualifier pour la finale. En 1964, le CNO de Bornéo du Nord rejoint le Conseil olympique de Malaisie.